# Nya Nationalistpartiet
Nya Nationalistpartiet (afrikaans: Nuwe Nasionale Party) var ett konservativt politiskt parti i Sydafrika grundat år 1997. Partiet var efterträdare till det gamla Nationalistpartiet som fram till Sydafrikas demokratisering år 1994 hade styrt landet. Genom partiombildningen försökte nationalisternas ledarskap att distansera sig från apartheid och istället skapa en traditionell konservativ opposition till Afrikanska nationalkongressen (ANC).
Nya Nationalistpartiet upplöstes i april 2005 varpå samtliga dess parlamentsledamöter gick med i ANC istället.

## Historia

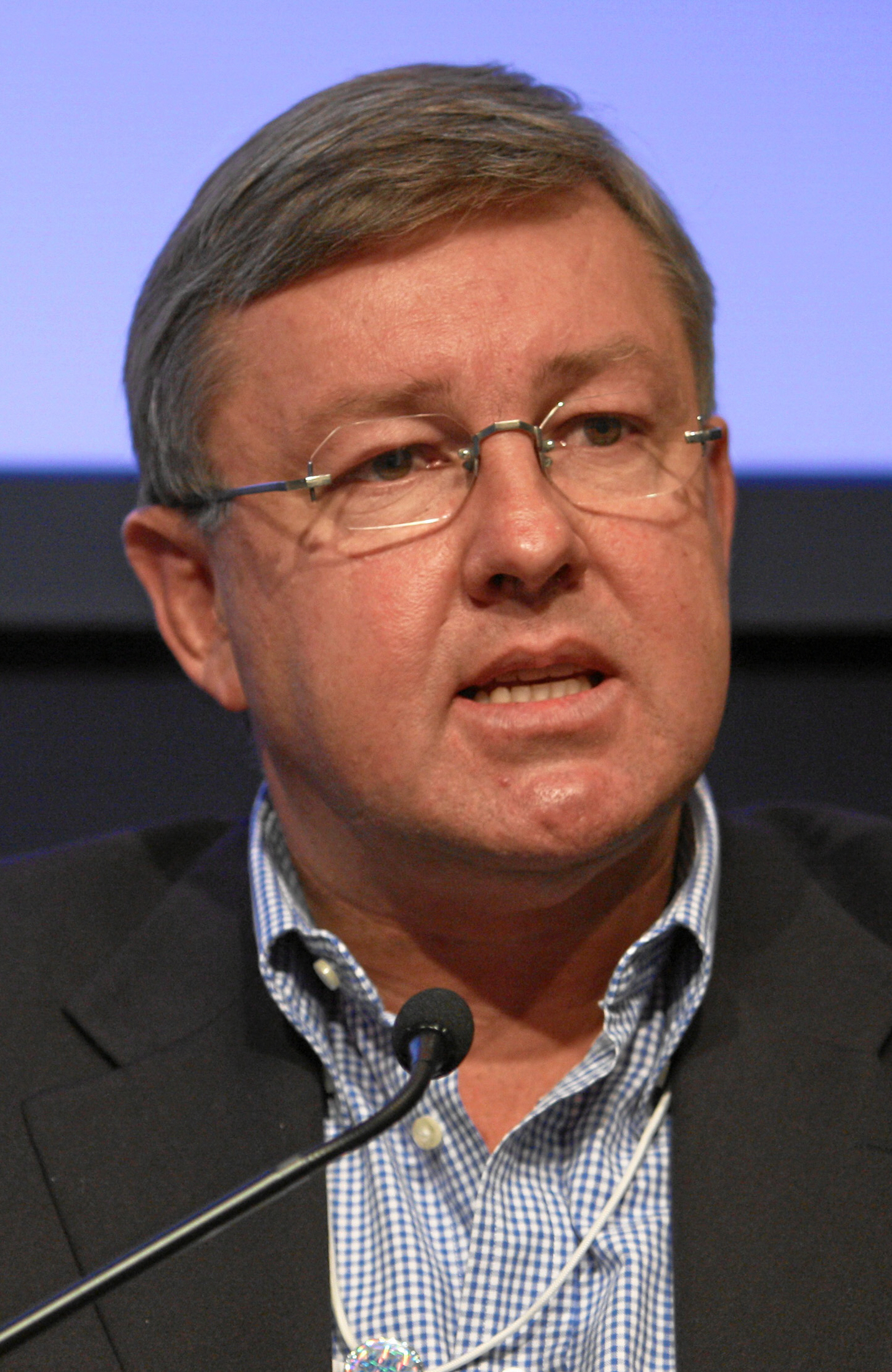
van Schalkwyk, partiordförande 1997-2005, då han gick över till ANC.

### Försök till förnyelse
Marthinus van Schalkwyk övertog partiledarämbetet för Nationalistpartiet efter F.W. de Klerks avgång 1997 och omorganiserades partiet till Nya Nationalistpartiet i hopp om att kunna göra upp med sitt förflutna från apartheideran. NNP uppfattades av många av dess väljare som alltför flata gentemot ANC och upplevdes sakna en distinkt identitet. Samtidigt så fick partiet se sig alltmer övertrumfat i parlamentet av liberala Demokratiska partiet som trots att NNP hade betydligt fler mandat hade en tydligare och mer aktiv oppositionsprofil. Detta ledde till att allt fler istället sökte sig till partiet, och i valet 1999 tappade NNP mer än hälften av sina väljare och förlorade rollen som största oppositionsparti till DP. Med 6,9 % av rösterna var partiet nu bara det fjärde största. Man behöll dock en stark ställning bland färgade väljare i Västra Kapprovinsen.

### Nedgång och samarbete med ANC
År 2000 ingick man avtal om en sammanslagning med DP under namnet Demokratiska alliansen, men partiet bröt sig ur samarbetet året därpå och lierade sig istället än tätare med ANC, vilket resulterade i fortsatt sjunkande väljarstöd. ANC använde dock samarbetet för att ta kontroll över både Kapstaden och Västra kapprovinsen. I valet 2004 tappade partiet återigen de flesta av sina väljare och fick mindre än 2 % av rösterna och endast sju parlamentsplatser. Trots det gav president Thabo Mbeki partiet två ministerportföljer (båda åt van Schalkwyk) som belöning för att ha allierat sig med ANC. Ställda inför sjunkande väljarstöd och ett ökande antal avhopp av dess medlemmar till andra partier valde man följande år att upplösa partiet. NNP upphörde att existera då det officiellt sammanslogs med ANC den 9 april 2005.